# روبرت كاميرون (مصور)
روبرت كاميرون (بالإنجليزية: Robert Cameron) هو مصور أمريكي، ولد في 21 أبريل 1911، وتوفي في 10 نوفمبر 2009.

## وصلات خارجية
- روبرت كاميرون على موقع ميوزك برينز (الإنجليزية)
- روبرت كاميرون على موقع ديسكوغز (الإنجليزية)